# Reserva de la biosfera del Valle de Laciana

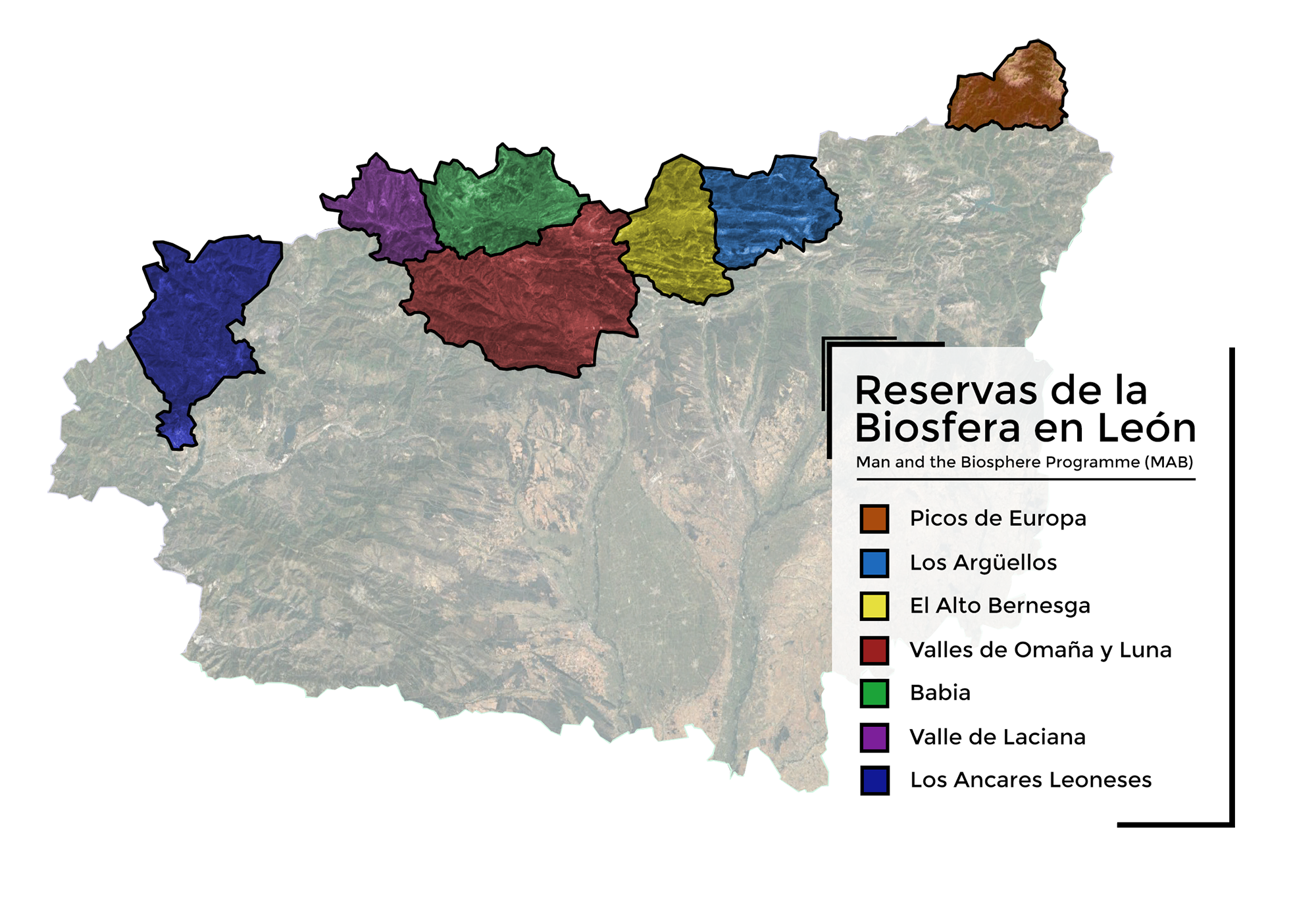
León atesora la mayor concentración de Reservas de la Biosfera en el mundo con cerca del 17% del territorio declarado.

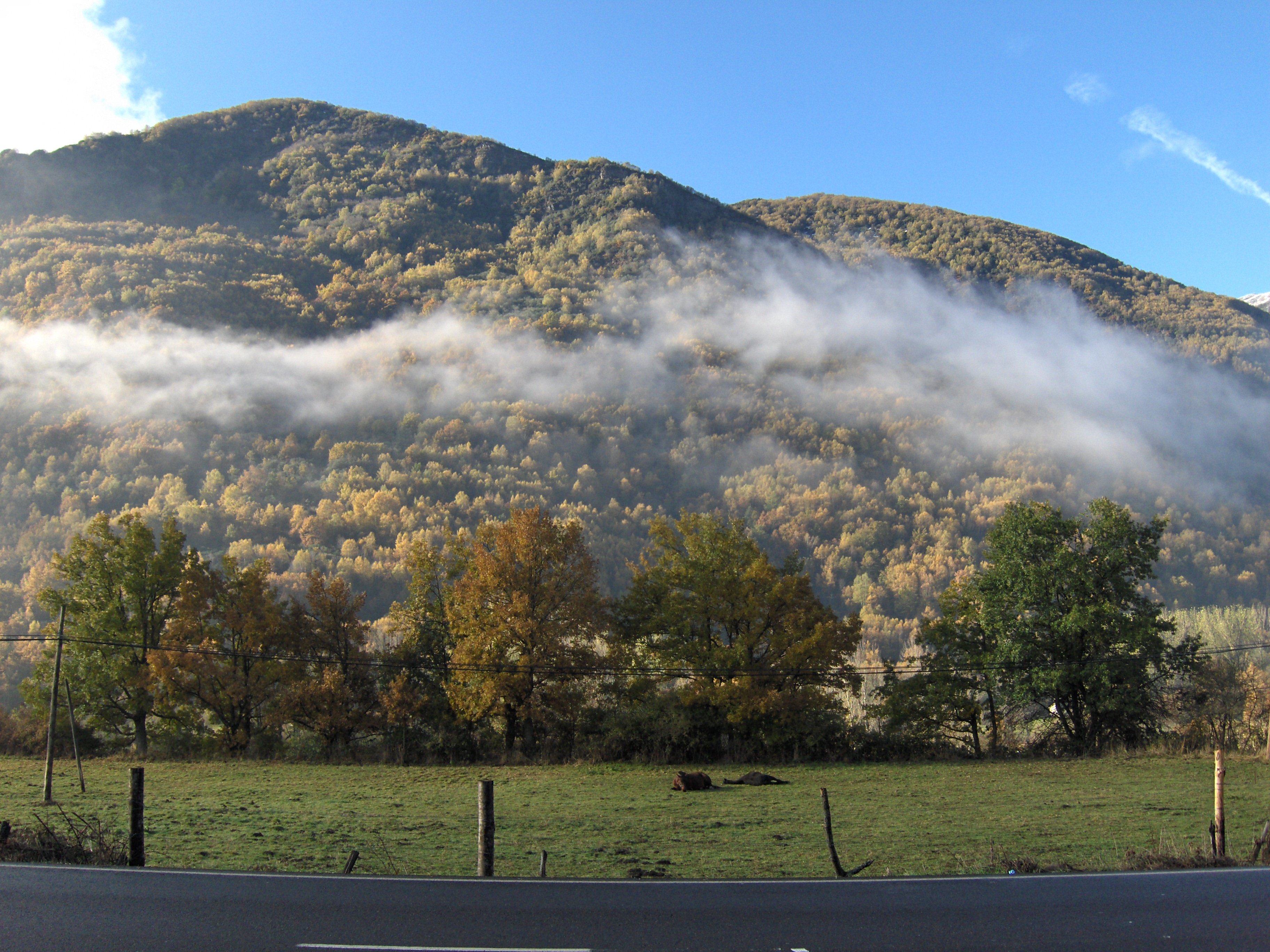
Neblina en el valle lacianego.

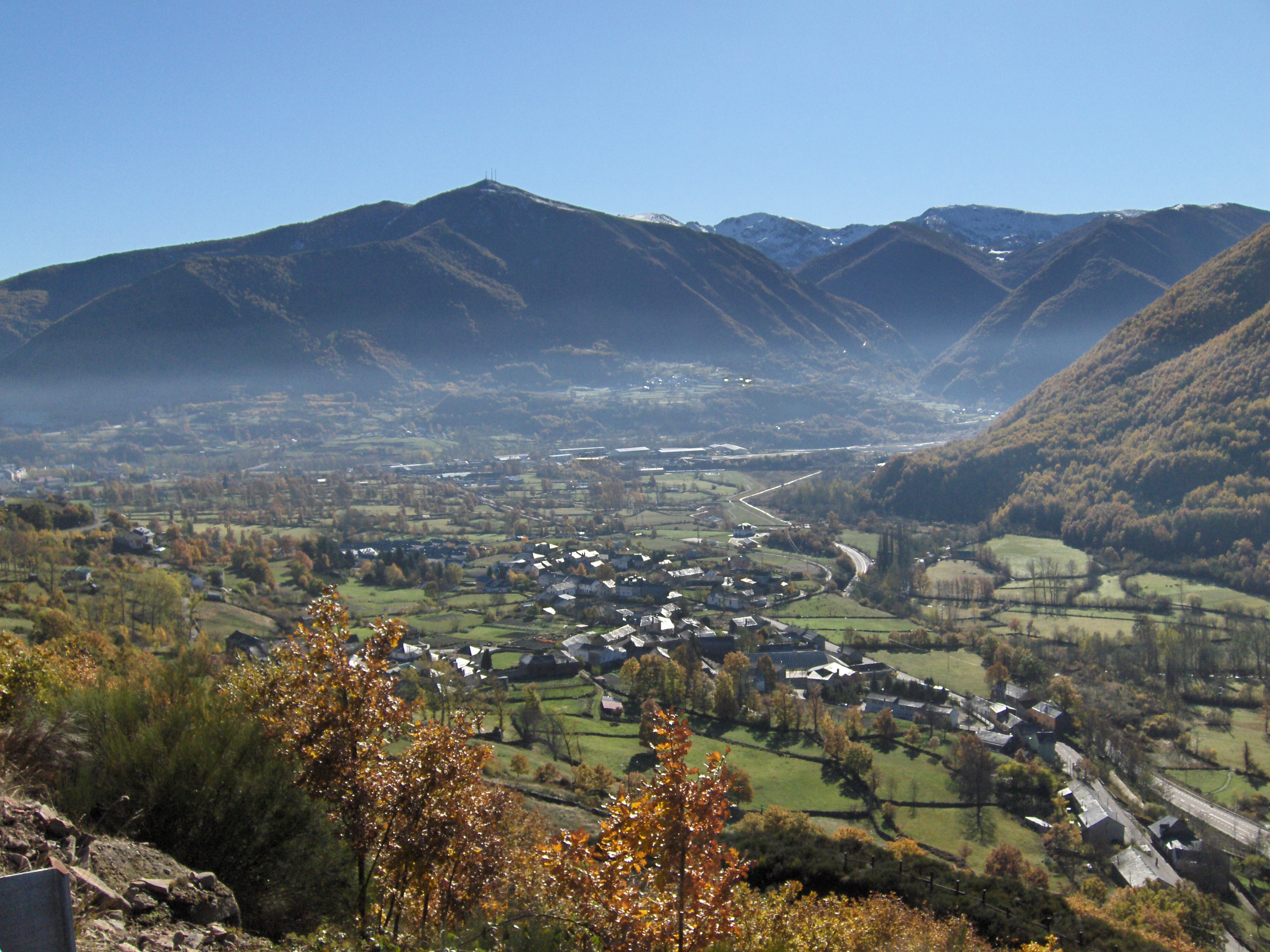
Villager de Laciana.

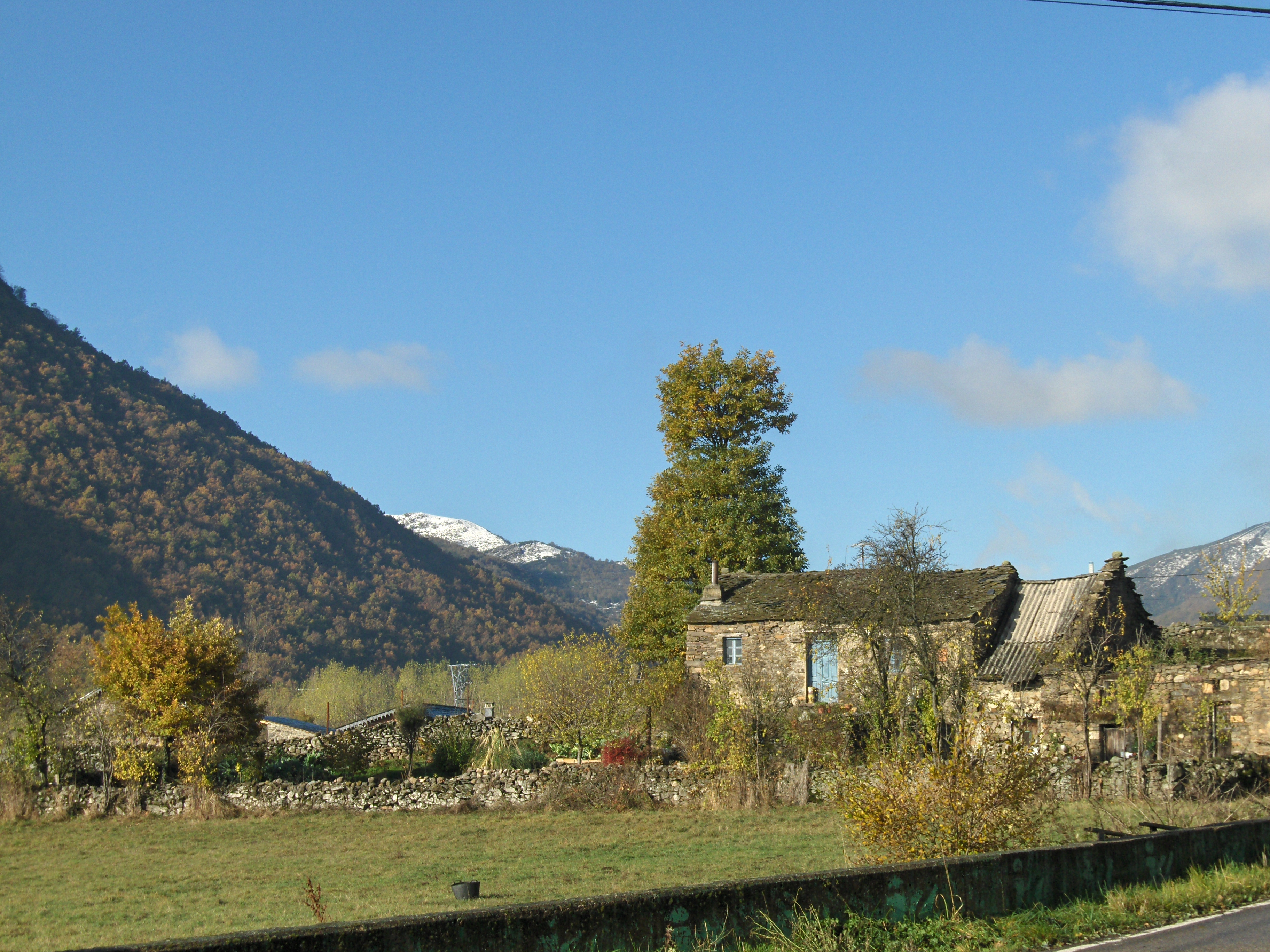
Detalle del valle de Laciana.

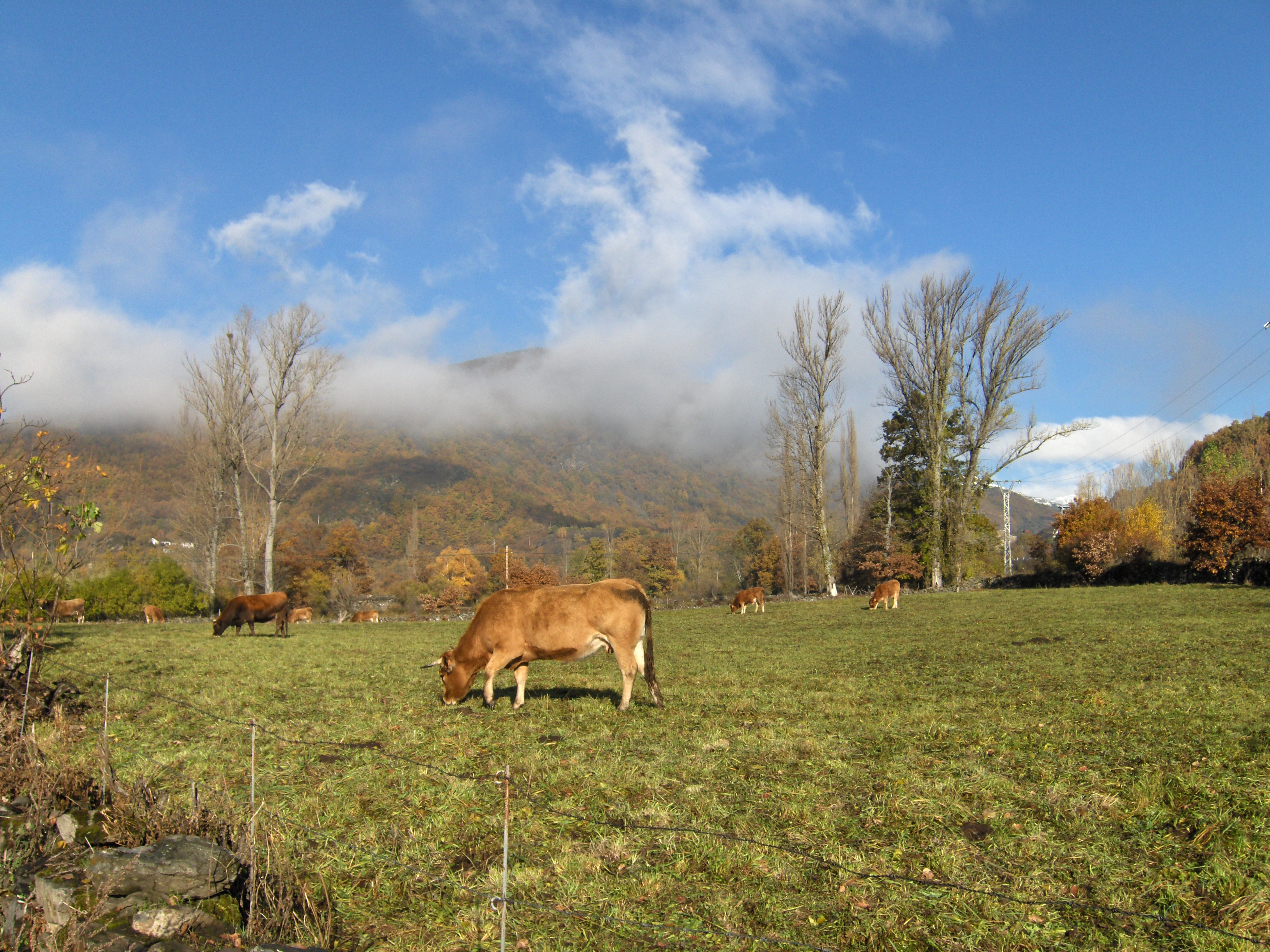
La ganadería fue el principal factor de transformación del medio hasta el auge minero.

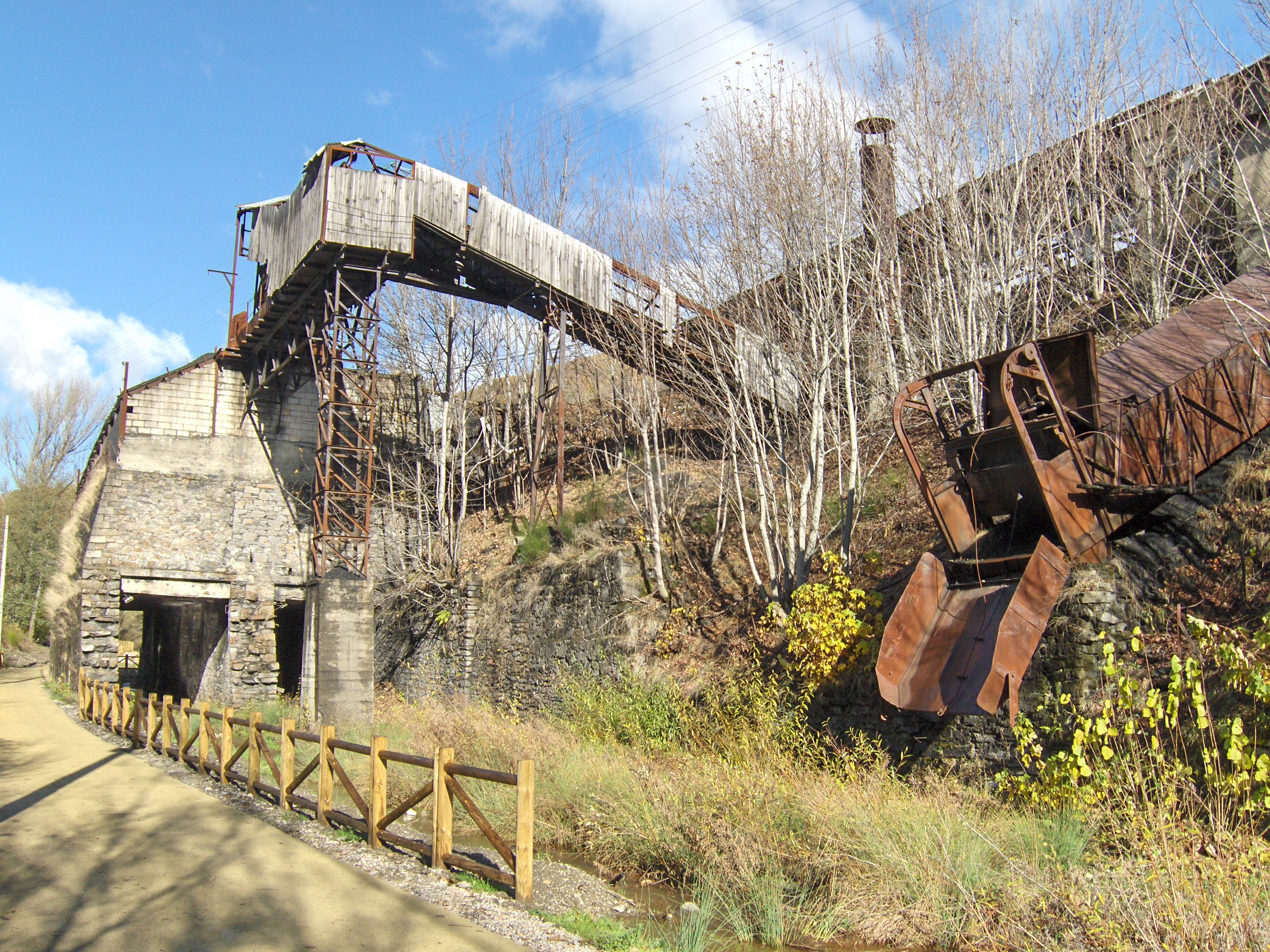
La minería ha sido desde su desarrollo el que más ha transformado la superficie lacianega, primero con el desarrollo de los núcleos urbanos y después con la apertura de cielos abiertos.

La Reserva de la Biosfera del Valle de Laciana, que comprende el valle de Laciana, es un área natural que se corresponde con la comarca leonesa de Laciana, en el noroeste de León, comunidad autónoma de Castilla y León, España. Ocupa una superficie de 217 km² y cuenta con una gran riqueza ecológica que le ha servido para ser calificada como reserva de la biosfera por el comité MaB de la Unesco en 2003.
La importancia natural y ornitológica de la reserva le sirvió para que fuese declarada Zona de Especial Protección para las Aves (ZEPA), quedando así integrada en la Red Natura 2000, antes de su declaración como reserva de la biosfera. Se encuentra además incluida en el Plan de Ordenación de los Recursos Naturales del espacio natural sierra de Ancares debido a la importancia de las poblaciones de Oso pardo y Urogallo presentes en el valle.

## Descripción
El valle de Laciana se encuentra rodeado de un circo de cumbres por encima de los 2.000 metros, entre los que destaca El Cornón, de 2.194 metros y el pico más alto de la comarca y que la separan de las comarcas leonesas de Babia y Omaña al este, la también leonesa comarca de El Bierzo al sur y con el Principado de Asturias al norte y oeste. La mayoría de la superficie del valle lacianego no obstante se encuentra entre los 1.300 y 1.700 m s. n. m., sin embargo, la población y la gran mayoría de núcleos poblacionales se concentra en las zonas bajas, entre los 900 y los 1.300 m s. n. m.
El río Sil ha moldeado el paisaje y ha formado junto a los pequeños arroyos que nacen en el valle fuertes desniveles entre el fondo del valle y los altos de las montañas. Este proceso ha ido retrocediendo las cabeceras de los ríos, capturando finalmente el río Sil el antiguo curso del río Luna, que se prolongaba con anterioridad hacia el puerto de Cerredo cruzando la comarca de este a oeste. Así, el drenaje, que en el pasado geológico dirigía las aguas hacia la cuenca del Duero, se realiza ahora hacia la del Sil-Miño.

## Flora y fauna
Entre la flora destacan los bosques mixtos compuestos por robles (Quercus pirenaica y Quercus petraea), abedules (Betula péndula), fresnos (Fraxinus angustifolia), olmos (Ulmus glabra) y arbustos bajos de enebro; Juniperus nana.
Las especies animales más importantes son el Tetrao urogallus, el Canis lupus signatus y el Ursus arctos. Además de estas, hay un buen número de aves, una rica representación de especies de murciélagos y unos ríos en buen estado de conservación que sostienen un amplio número de especies de peces.

## Ocupación humana

### Situación anterior al desarrollo minero
Antes del desarrollo minero, el predominio del sector primario, presente en actividades agrícolas del subsistencia limitaba enormemente la expansión poblacional del valle, que se encontraba sujeta a la capacidad de sustento de las actividades agropecuarias de la zona. La población se encontraba distribuida en 15 aldeas sumamente espaciadas entre ellas y de rango similar entre ellas, con poblaciones entre los 100 y los 300 habitantes. Así, el valle contaba a principios de siglo con alrededor de 2800 personas.
La distribución espacial de la población no obstante era similar a la actual, asentándose la mayoría de núcleos y por tanto la mayoría de la población sobre el fondo del valle principal. Los valles transversales se encontraban poco poblados como actualmente y solo se habitaron aquellos con condiciones aceptables para el desarrollo ganadero (Lumajo, Sosas y Orallo). 
Junto a esta red de aldeas hay que destacar la presencia de brañas, que no son otra cosa que grupos de cabañas en las cercanías de los pastos de montaña. Algunos contaban con funciones residenciales, para las cuales estaban mínimamente dotados. La organización del territorio distribuía regularmente las aldeas, que se encontraban a al menos media hora aproximada de camino y cada una a una hora de su braña respectiva. El núcleo más accesible, Villablino, ejercía funciones básicas de carácter administrativo y comercial, lo que le daba un papel preeminente en el valle, pese a que ocho asentamientos le superaban en población.

### Situación actual
Este modelo anteriormente descrito se queda desfasado con la llegada del desarrollo minero. La actividad minera, con las instalaciones y servidumbres que necesita para su desarrollo, transformó la estructura anterior del hábitat. El peso poblacional y la funcionalidad de cada núcleo cambiaron sensiblemente según su mayor o menor proximidad a las explotaciones mineras. Por ello, los núcleos que se desarrollaron en mayor medida en primera instancia fueron Caboalles de Abajo y fundamentalmente Villaseca, localidad esta última donde se implantaron los más importantes explotaciones carboníferas y donde la MSP construyó viviendas para sus obreros.
El crecimiento tampoco le fue ajeno a los núcleos de Orallo, Villager y Caboalles de Arriba, sin embargo, este fue más modesto que en los municipios donde se centraba la actividad extractiva. Incluso los pueblos más alejados consiguieron aumentar su población, aunque fue por el hacinamiento y la incapacidad de absorber más población de los núcleos más dinámicos y aún con esto, no perdieron su predominante carácter ganadero.
Villablino, por su parte, al mantener su condición de centro geográfico del valle, le sirvió a la MSP para centralizar allí sus servicios comunes a las explotaciones, como la administración o el ferrocarril. El crecimiento fue por tanto notable, pero más ralentizado que en otros núcleos del valle hasta que se instaló en la propia villa el grupo minero del Transversal.
En síntesis, el antiguo modelo de aldeas organizadas y pobladas según la capacidad del sector agropecuario se sustituyó por uno donde los núcleos concentraban un número de población correlativa al tonelaje de carbón extraído, donde la minería era la principal actividad, pues los servicios, a excepción de Villablino, estaban solo presentes en lo mínimo posible. Los núcleos pasaron a estar fuertemente jerarquizados y en un primer momento la comarca se articuló en torno a tres cabeceras, Villablino, Caboalles de Abajo y Villaseca, aunque de contrastado nivel sociolaboral. La evolución de la población posterior dio preeminencia a Villablino y convirtió a la comarca en unicéfala, con un único núcleo de referencia.
En los últimos años y debido a la decadencia de la minería, para ahorrar costes se ha procedido a abrir grandes cielos abiertos, no siempre con las licencias oportunas, que han cambiado drásticamente el medio en la comarca.

### Procesos judiciales: Minería a cielo abierto
La normativa obliga a evaluar el impacto de cualquier proyecto en las especies protegidas antes de iniciar las obras. Bruselas ya envió una carta de emplazamiento a España en febrero de 2008 por incumplimiento de este requisito, a iniciativa del eurodiputado verde español David Hammerstein.
En febrero de 2009, el Tribunal Superior de Justicia de Castilla y León condena a la Consejería de Medio Ambiente de la JcyL a clausurar todas las actividades mineras de la Minero Siderúrgica de Ponferrada (MSP) en El Freixolín.
Finalmente, la Comisión Europea denunció a España al TUE en junio de 2009.